# Erzeparchie Latakia

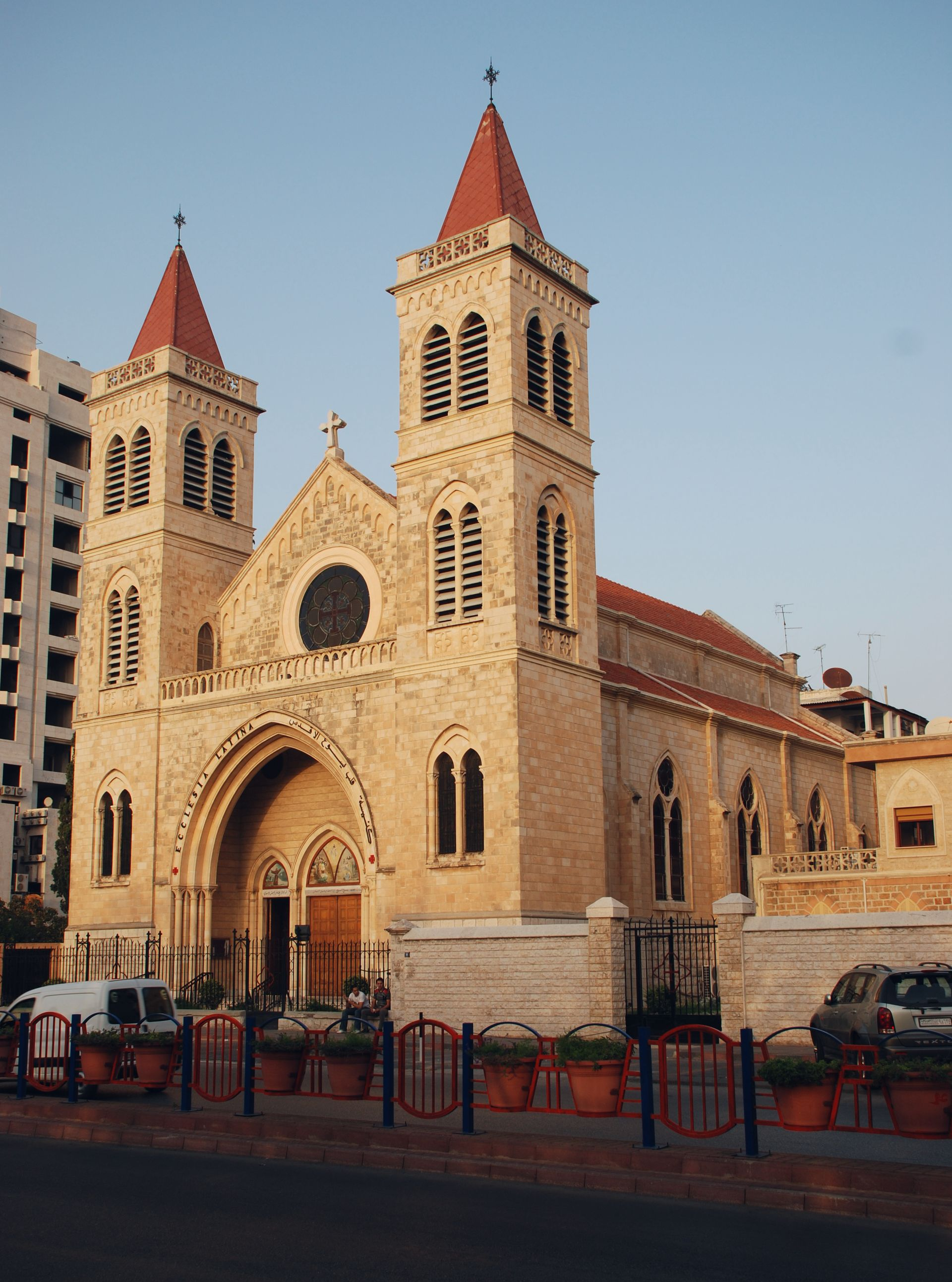

Die Erzeparchie Latakia (lat.: Archieparchia Laodicena Graecorum Melkitarum) ist eine in Syrien gelegene Eparchie der melkitisch griechisch-katholischen Kirche mit Sitz in Latakia. Sie umfasst die Gouvernements Latakia und Tartus.

## Geschichte
Papst Johannes XXIII. gründete sie mit der Apostolischen Konstitution Qui Dei consilio am 28. April 1961 aus Gebietsabtretungen der Erzeparchie Tripoli. Durch diesen Akt bestätigte der Papst die Entscheidung der melkitischen Synode, die die Wiederherstellung eines Titularbistums beschlossen hatte.

## Erzbischöfe von Latakia
- Paul Achkar (20. September 1961 – 18. August 1981, emeritiert)
- Michel Yatim (18. August 1981 – 18. Juli 1995, emeritiert)
- Fares Maakaroun (31. Juli 1995 – 18. Dezember 1999, Erzbischof von Nossa Senhora do Paraíso em São Paulo)
- Nikolaki Sawaf (14. Januar 2000 – August 2021)
- Georges Khawam (seit 17. August 2021)